# Giáo hoàng Lêô V
Lêô V (Latinh: Leo V) là vị giáo hoàng thứ 118 của Giáo hội Công giáo.
Theo niên giám tòa thánh năm 1861 thì ông đắc cử Giáo hoàng vào năm 903 và ở ngôi Giáo hoàng trong 1 tháng 9 ngày. Niên giám tòa thánh năm 2003 xác định triều đại của ông kéo dài từ tháng 7 năm 903 cho tới tháng 9 năm 903.
Leo V sinh tại Ardea, nằm gần Rôma, Ý. Nhiệm kỳ Giáo hoàng ngắn ngủi của vị tu sĩ Bênêđictô này xuất phát từ các đảng viên chính trị của ngụy Giáo hoàng Chistoforus, người Roma, 7 hay 9-903 − 1-904.
Một thời kỳ suy đồi và thối nát về luân lý kinh khủng đến độ mà Đức Leo, một con người yếu đuối và bất quyết, hoàn toàn không phù hợp với chức vị cao của ông. Người giúp đỡ tinh thần cho Giáo hoàng Leo V, Hồng y Christopher đã truất phế ông bằng vũ lực và giam ông trong một tu viện. Trong thời cuộc hỗn loạn, ông bị cầm tù và ám sát. Thi hài ông bị hoả thiêu và tro cốt bị ném xuống sông Tiber.